# 백악관 상황실

2007년 새단장 이전의 모습. 로널드 레이건 대통령이 보고를 받고 있다.

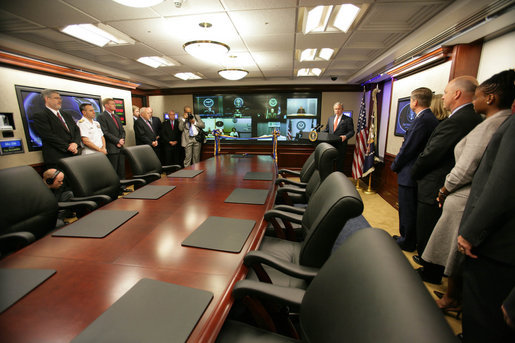
2007년 5월 18일 새로 단장한 모습

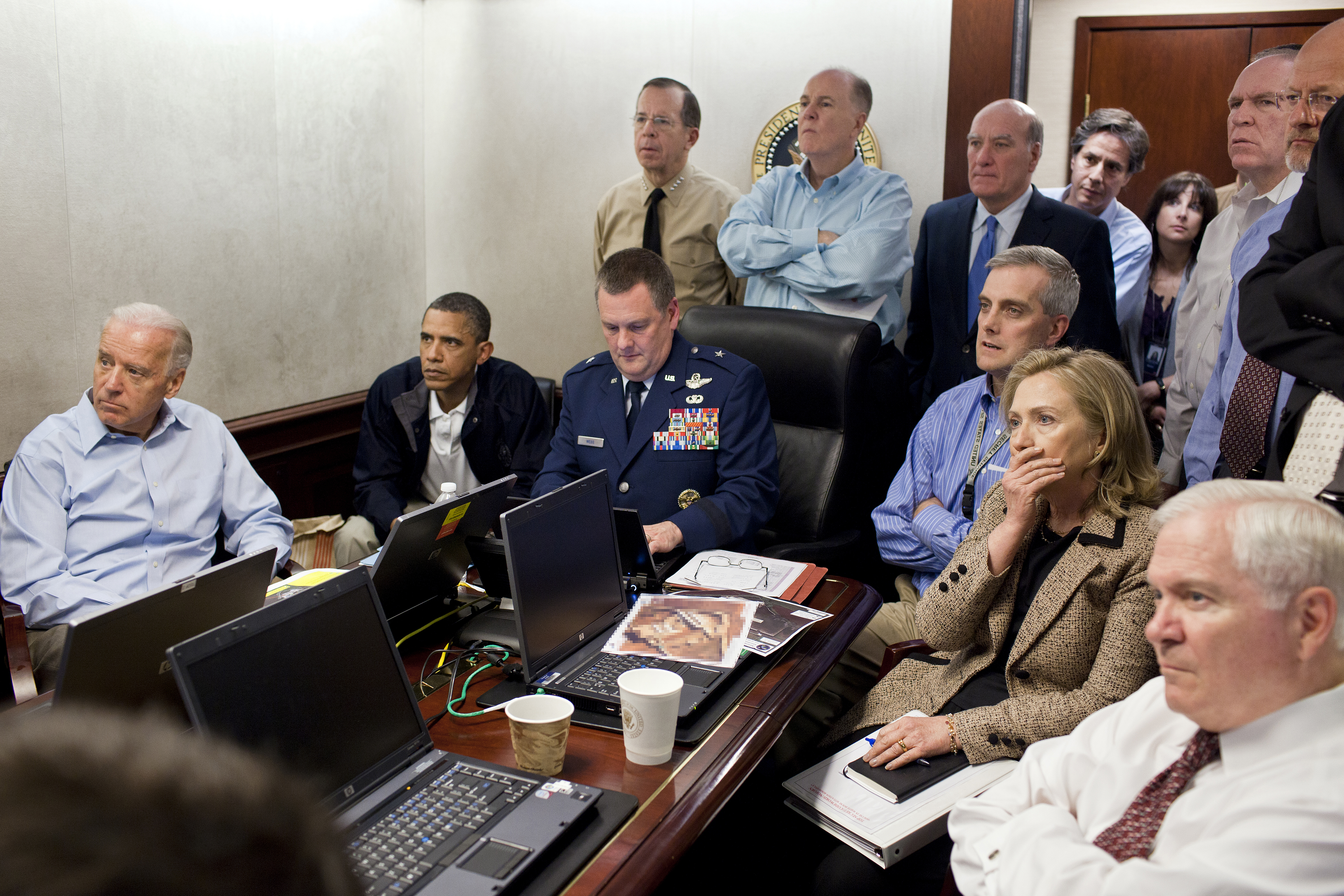
오바마 대통령이 백악관 상황실에서 오퍼레이션 제로니모의 위성 생중계를 시청하고 있다. 이 영상에서 오사마 빈라덴이 사살되었다.

백악관 상황실(White House Situation Room)은 미국 백악관 웨스트윙 지하에 위치한 460 평방미터(140평) 규모의 회의실이다.

## 역사
1961년 4월 중순에 있었던 피그스 만 침공 작전의 실패로 실시간 상황관리의 필요성을 절감한 존 F. 케네디 미국 대통령의 지시로 같은해에 만들어졌다.

## 구성
백악관 상황실은 5개의 팀으로 구성되어 국내사건과 해외사건을 24시간 감시한다. 하나의 팀은 3명의 임무장교, 1명의 통신보조, 1명의 정보분석관으로 구성되어 있으나, 상황에 따라 팀원 구성에 변화가 많다. 24시간 감시하면서, 중요하거나 특별한 내용은 고위급 백악관 비서관에게 보고한다.
미국 국방부 상황실도 백악관 상황실과 마찬가지로, 5개의 팀이 교대하면서 24시간 국내와 해외를 감시한다.

## 2007년 단장
원래 상황실 시스템을 개선하려는 계획은 있었으나, 2001년 911 테러를 겪으면서, 그 필요성이 크게 부각되었다. 조지 W. 부시 대통령은 2006년과 2007년에 상황실을 개선했다.
이전에는 백악관 상황실이 NSC 위원들에게만 보고하기 위한 용도로 사용되었지만, 개혁 이후에는 미국 국토안보위원회와 백악관 비서실장을 위해서도 사용된다.
소음을 줄이기 위해 마호가니를 일부 제거했다. 기존의 2개 보안 비디오룸에 새로 3개의 보안 비디오룸을 추가했다. 에어 포스 원에 보안직통회선을 연결했다. 향후에 미래 기술이 적용된 업그레이드를 하기 쉽도록, 상황실을 개조했다.
천장에 휴대폰 전파를 포착하는 센서를 장착해, 불법통화를 막았다. 이전에는 미국 비밀경호국 요원들이 휴대폰을 압수하는 것 말고는, 불법통화를 막을 수 없었다.
2007년 5월 중순에 리노베이션이 완료되었다.

## 같이 보기
- 미국 NSC - 1947년 NSC 설치법에 의해 설립되었다. 백악관 상황실을 관리한다.